# Том-де-Бож
Том-де-Бож (фр. Tome des Bauges) — французский полутвёрдый сыр, производимый исключительно в горном массиве Бож в Савойе. С 2002 года имеет сертификацию НМПТ.

## География сыра
Во Франции производятся более десятка сортов сыра, название которых составлено из слова том (tome или tomme), к которому прибавлено название деревни или местности, в которой данный сорт сыра производится. Том-де-Бож — один из них, производится на территории горного массива Бож, возвышающегося над Анси и крупнейшим озером Франции Лак-дю-Бурже.

## Описание
Головка том-де-Бож весит 1,1—1,4 кг, цилиндрической формы, 18—20 см в диаметре и 3—5 см высотой. Корка 2—3 мм толщиной, серого цвета, с некоторым количеством жёлто-коричневой плесени; Разные виды отмечаются зелёной или красной этикеткой. Мякоть твёрдая, бледно-жёлтого соломенного цвета, с маленькими дырочками. Вкус пикантный.
Минимальный уровень жира — 45 г на 100 г сыра, в сухом веществе содержание жира не менее 50 г на 100 г.
Том-де-Бож продаётся также кусками, но только при условии, что сохранена корка с трёх сторон.

## Особенности производства
Том-де-Бож — неварёный прессованный сыр, изготавливается из непастеризованного коровьего молока коров определённых пород (тарантская, абонданс и монбельяр), выпасаемых на местных лугах. Не менее 50 % стада должно состоять из коров двух первых пород. Также установлены строгие правила, которым должен соответствовать вес коров, их корм, в особенности в холодное время года. Лучший сыр производится с апреля по сентябрь, когда коровы пасутся на горных пастбищах. Зимой коров кормят сеном, и вкус сыра несколько меняется.
Производственный цикл также строго регламентирован. Не допускаются никакая обработка молока, кроме традиционной, и любые другие изменения технологии. Время созревания сыра — 5 недель.